# Protesty w Palestynie

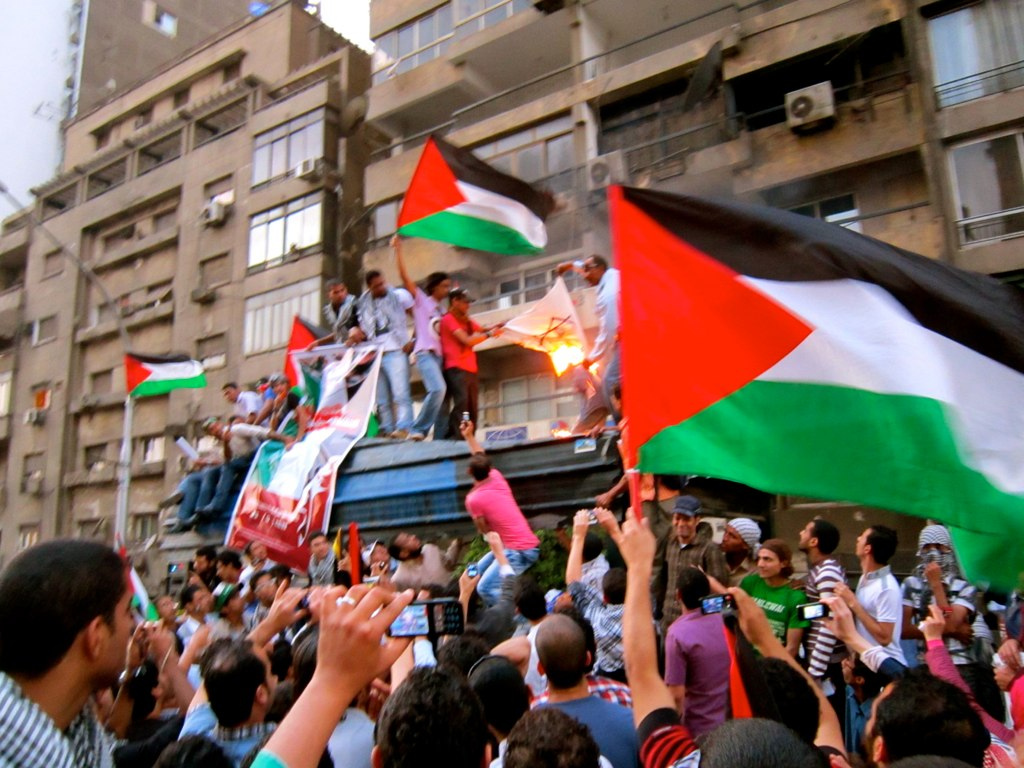
Egipcjanie palący flagę Izraela przed ambasadą Izraela w Kairze

Protesty w Palestynie – protesty o charakterze społeczno-politycznym na terytoriach palestyńskich i w Izraelu w czasie tzw. Arabskiej Wiosny Ludów. Przyczyną ich wybuchu było, obok niezadowolenia z warunków życia, korupcji i nepotyzmu wśród władz, przede wszystkim brak perspektyw na zakończenie okupacji izraelskiej i faktycznego podziału terytoriów pomiędzy Hamas i Fatah. Inspiracją dla Palestyńczyków było ożywienie społeczności arabskich w wyniku wybuchu rewolucji w Tunezji, Egipcie i innych państwach Bliskiego Wschodu.
Protesty wiązały się z próbą zorganizowania tzw. „trzeciej intifady”, której celem miało być wyzwolenie Palestyny spod okupacji izraelskiej i powrót uchodźców palestyńskich z wygnania.

## Podłoże
W wyniku wojen izraelsko-arabskich obszar całej Palestyny znajduje się pod kontrola Izraela od 1967 roku. Utworzenie Autonomii Palestyńskiej w 1994 roku miało na celu przybliżenie końca konfliktu bliskowschodniego, jednak od czasu drugiej Intifady proces pokojowy został zablokowany. W 2007 roku nastąpił faktyczny podział terenów palestyńskich na kontrolowany przez Fatah Zachodni Brzeg oraz hamasowską Strefę Gazy.
Na początku 2011 roku upadł egipski reżim Husniego Mubaraka, który był głównym sojusznikiem Izraela na Bliskim Wschodzie, a zarazem miał duży wpływ na stabilizację sytuacji na terytoriach palestyńskich. Zamieszki wybuchły także w Jordanii, Syrii i Libanie, zamieszkanych licznie przez uchodźców palestyńskich.

## Przebieg protestów

### Protesty przeciwko władzom Autonomii Palestyńskiej
W styczniu 2011 roku stacja Al-Dżazira ujawniła tajne dokumenty z negocjacji pomiędzy Autonomią Palestyńską a Izraelem. Ujawnienie ugodowej postawy negocjatorów z OWP w połączeniu z brakiem postępów w procesie pokojowym doprowadziło do dymisji głównego palestyńskiego negocjatora Saeba Erekata oraz znacznego spadku poparcia dla Fatahu. Doszło do demonstracji Palestyńczyków przeciwko władzom Autonomii. 14 lutego premier Salam Fajjad złożył na ręce prezydenta Mahmuda Abbasa dymisję swojego rządu. Również w Strefie Gazy mieszkańcy domagali się zakończenia konfliktu Hamasu z Fatahem.

### Zamach w Jerozolimie
23 marca w żydowskiej części Jerozolimy, w pobliżu dworca autobusowego doszło do eksplozji bomby podłożonej przez nieznanych sprawców (zginęła jedna osoba). O zamach oskarżano członków Hamasu.

### Porozumienie w Kairze
4 maja w siedzibie Ligi Arabskiej w Kairze podpisano porozumienie o współpracy Fatahu i Hamasu, mające zakończyć konflikt wewnątrzpalestyński. Miało ono doprowadzić do powstania rządu jedności narodowej i pomóc w ustaleniu daty wyborów parlamentarnych.

### Zamieszki podczasJom Al-Nakba
15 maja w czasie antyizraelskich protestów, do których doszło na granicy Izraela z Syrią i Libanem zginęło co najmniej 20 Palestyńczyków. Żołnierze izraelscy ostrzelali tłum uchodźców palestyńskich z sąsiedniej Syrii, którzy przedostali się na teren izraelski w rejonie miejscowości Madżdal Szams na północy Wzgórz Golan. Do rozlewu krwi doszło także na granicy libańsko-izraelskiej koło wioski Marun ar-Ras. Zamieszki wybuchły również w obozie dla uchodźców „Kalandia” pod Jerozolimą i w Strefie Gazy, gdzie koło przejścia granicznego Erez rannych zostało 65 Palestyńczyków. Z kolei 6 osób zostało rannych w Jordanii, gdzie policja nie pozwoliła grupie około 500 Palestyńczyków na przedostanie się w pobliże granicy z Izraelem. Do tych wydarzeń doszło w „dniu katastrofy” (Jom Al-Nakba). Tak właśnie Palestyńczycy nazywają utworzenie Izraela w 1948 roku.

### Protesty w rocznicę wybuchu wojny sześciodniowej
Organizacje palestyńskie zaplanowały ponowne protesty na granicach Izraela. Miały się one odbyć w niedzielę, 5 czerwca podczas Dnia Porażki (Al-Naksa), czyli w rocznicę wybuchu wojny sześciodniowej. Ze względu na decyzję władz Libanu o zamknięciu strefy przygranicznej Palestyńczycy zrezygnowali z demonstracji na granicy libańsko-izraelskiej. Zamieszki wybuchły natomiast na Wzgórzach Golan. Według Waela al-Halkiego, syryjskiego ministra zdrowia Izraelczycy zabili 23 demonstrantów i ranili ok. 350 osób.

## Wielki Marsz Powrotu
Seria protestów w Strefie Gazy przy granicy z Izraelem, trwających od 30 marca 2018  do 6 maja 2019 roku.
Demonstrujący Palestyńczycy domagali się zniesienia blokady Gazy i prawa do powrotu do znajdujących się na terenie Izraela domów, które ich przodkowie zmuszeni byli opuścić w 1948 roku, wraz z powstaniem państwa Izrael.
W cotygodniowych marszach i protestach ich uczestnicy domagali się uznania przez Izrael prawa powrotu uchodźców do domów po drugiej stronie granicy, które musieli opuścić. Drugim hasłem protestujących było zakończenie izraelskiej blokady Strefy Gazy.
Według danych gromadzonych przez OCHA w czasie protestów zginęło  273 Palestyńczyków, zastrzelonych przez izraelskie siły bezpieczeństwa i wojsko.
Według analizy danych komisji śledczej ONZ ds. Protestów na okupowanych terytoriach palestyńskich zraniono w tym okresie 6 106 Palestyńczyków w miejscach protestów a 3098 Palestyńczyków zostało rannych od odłamków pocisków, metalowych pocisków pokrytych gumą lub uderzeń pojemników z gazem łzawiącym. Czterech izraelskich żołnierzy zostało rannych podczas demonstracji. Jeden izraelski żołnierz zginął w dniu protestu, ale poza miejscami protestów.
Izraelscy snajperzy strzeli też do osób wyraźnie oznakowanych: dziennikarzy, 
fotoreporterów, lekarzy, sanitariuszy oraz dzieci.
Wśród członków rządu i polityków Izraela panuje akceptacja działań snajperów.
Według Niezależnej komisji śledczej ONZ ds. Protestów na okupowanych terytoriach palestyńskich podczas protestów w Gazie w 2018 roku żołnierze izraelscy dopuścili się naruszeń międzynarodowych praw człowieka i prawa humanitarnego, a niektóre z tych naruszeń mogą stanowić zbrodnie wojenne lub zbrodnie przeciwko ludzkości.